# ستيفن فورد
ستيفن فورد (بالإنجليزية: Steven Ford)‏ (و. 1956 – م) هو ممثل، وممثل تلفزيوني من الولايات المتحدة الأمريكية ولد في إيست غراند رابيدز.
وهو عضو في الحزب الجمهوري .

## التعليم
تعلم في جامعة ولاية يوتا.

## روابط خارجية
- ستيفن فورد على موقع IMDb (الإنجليزية)
- ستيفن فورد على موقع ألو سيني (الفرنسية)
- ستيفن فورد على موقع أول موفي (الإنجليزية)
- ستيفن فورد على موقع قاعدة بيانات الأفلام السويدية (السويدية)
- ستيفن فورد على موقع إن إن دي بي (الإنجليزية)
- ستيفن فورد على موقع قاعدة بيانات الفيلم (الإنجليزية)
- ستيفن فورد على موقع كينوبويسك (الروسية)